# Cité Annibal
Pour les articles homonymes, voir Annibal.
La cité Annibal est une voie publique du 14e arrondissement de Paris, en France.

## Situation et accès
Orientée globalement est-ouest, la cité Annibal, parallèle à la rue d'Alésia, débute au 85, rue de la Tombe-Issoire et se termine en impasse.

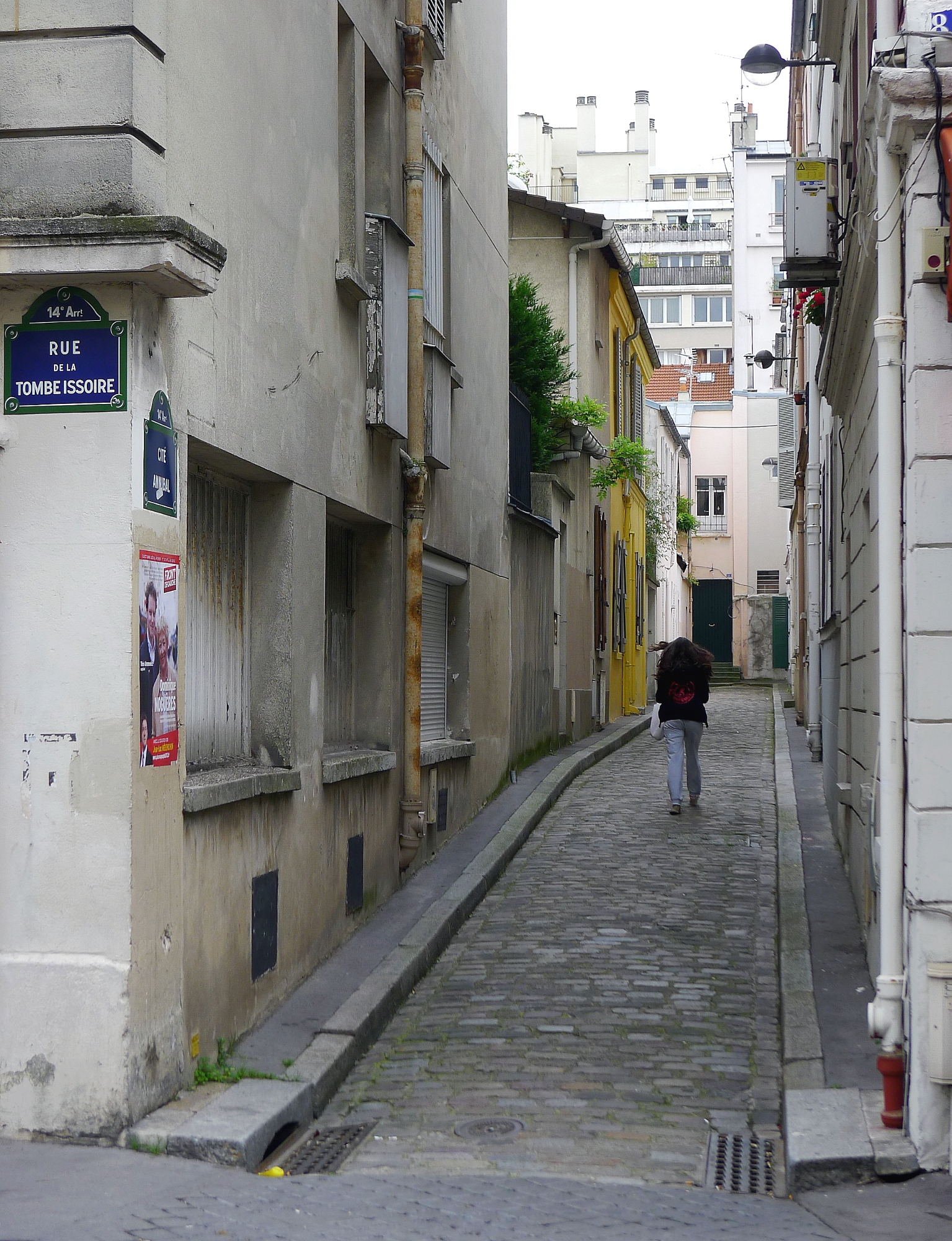
Entrée de la cité, rue de la Tombe-Issoire.
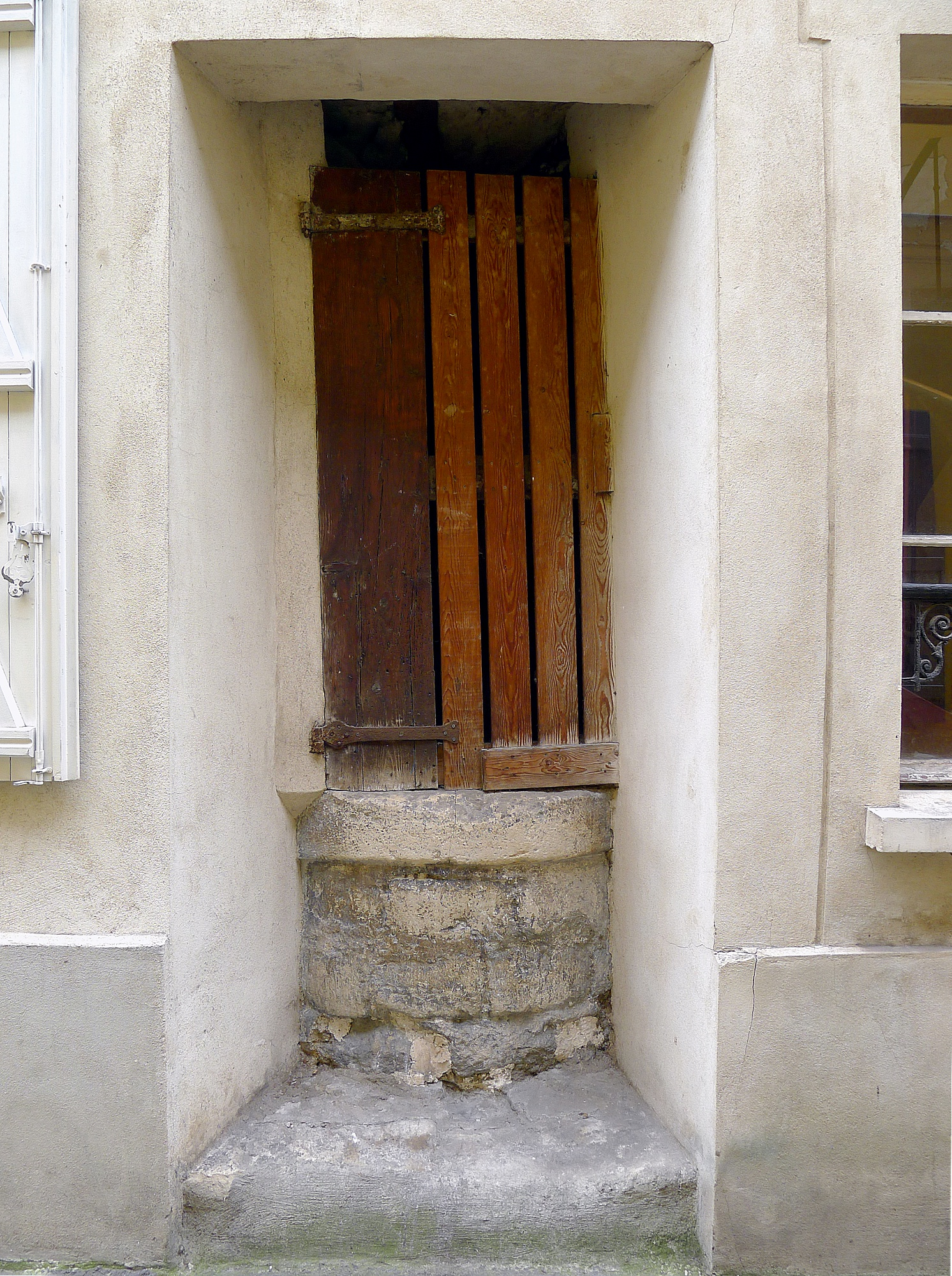
Vestiges d'un ancien puits.
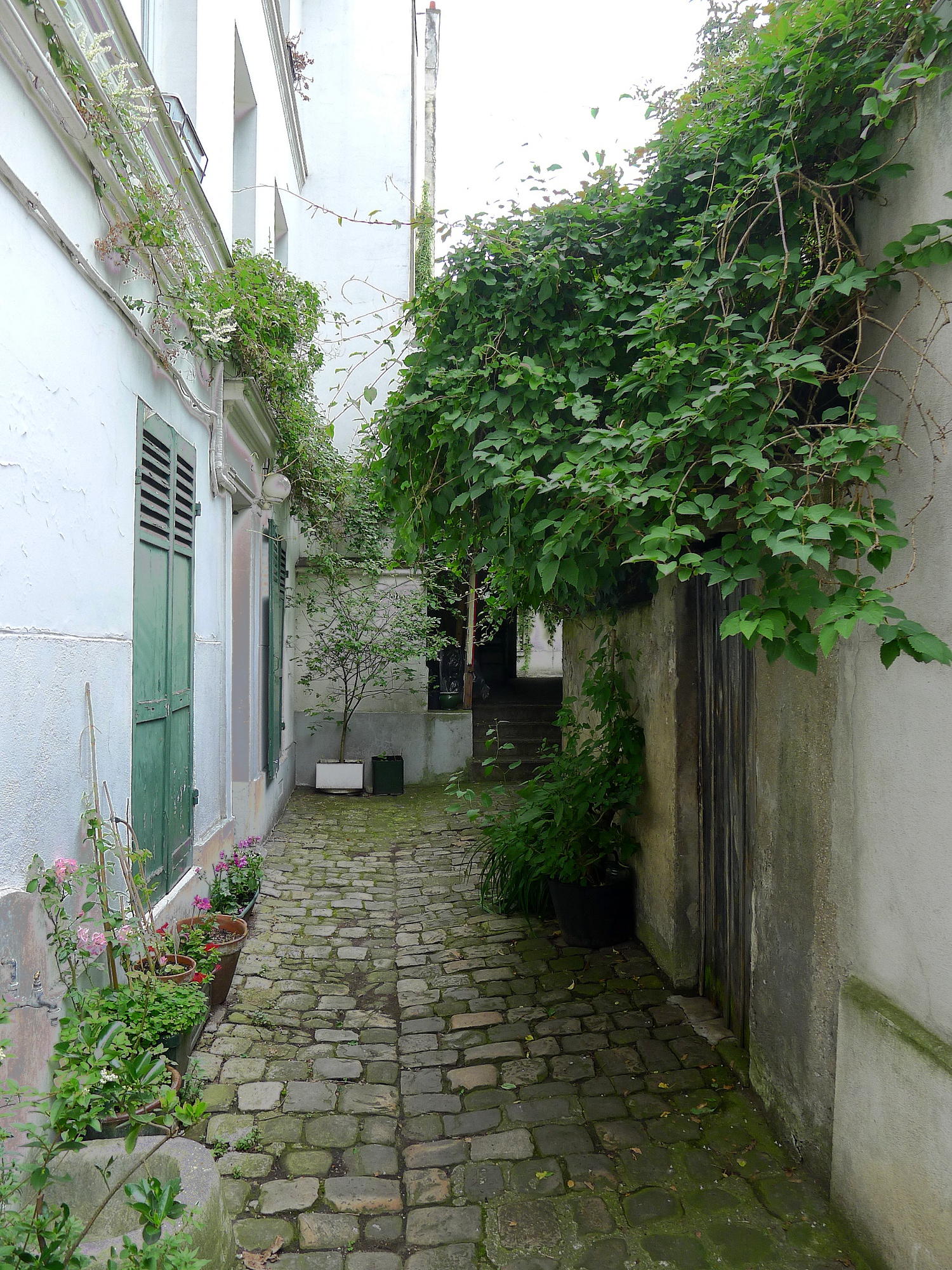
Passage privé entre la cité Annibal et la rue de l'Aude.

## Origine du nom
La voie porte le nom d'Hannibal, général carthaginois du IIIe siècle av. J.-C., dans sa graphie classique.

## Historique
La cité Annibal a été inaugurée en 1868 sous le nom d'« impasse de la Cité-Napoléon » avant de prendre sa dénomination actuelle en vertu d'un arrêté du 1er février 1877.